# Гаћелези
Гаћелези су насељено мјесто у саставу града Водица, Шибенско-книнска жупанија, Република Хрватска.

## Географски положај
Удаљени су око 10 км сјеверно од Водица. Гаћелези су подијељени на Горње и Доње Гаћелезе. У Горњим Гаћелезима живе Хрвати. Тај дио је препознатљив по римокатоличкој цркви Св. Анте. У Доњим Гаћелезима су Срби. У том дијелу села се налазио терен за боћање, који је окупљао људе из околних села.

## Историја
До територијалне реорганизације у Хрватској налазили су се у саставу старе општине Шибеник.

## Становништво
На попису становништва 2011. године, Гаћелези су имали 216 становника.
| Број становника по пописима | Број становника по пописима | Број становника по пописима | Број становника по пописима | Број становника по пописима | Број становника по пописима | Број становника по пописима | Број становника по пописима | Број становника по пописима | Број становника по пописима | Број становника по пописима | Број становника по пописима | Број становника по пописима | Број становника по пописима | Број становника по пописима | Број становника по пописима |
| --------------------------- | --------------------------- | --------------------------- | --------------------------- | --------------------------- | --------------------------- | --------------------------- | --------------------------- | --------------------------- | --------------------------- | --------------------------- | --------------------------- | --------------------------- | --------------------------- | --------------------------- | --------------------------- |
| 1857                        | 1869                        | 1880                        | 1890                        | 1900                        | 1910                        | 1921                        | 1931                        | 1948                        | 1953                        | 1961                        | 1971                        | 1981                        | 1991                        | 2001                        | 2011                        |
| 151                         | 0                           | 165                         | 178                         | 239                         | 255                         | 330                         | 267                         | 330                         | 356                         | 421                         | 418                         | 379                         | 399                         | 206                         | 216                         |

Напомена: У 1869. подаци су садржани у насељу Чиста Мала.

### Попис 1991.
На попису становништва 1991. године, насељено место Гаћелези је имало 399 становника, следећег националног састава:
| Попис 1991.‍  | Попис 1991.‍  | Попис 1991.‍ | Попис 1991.‍ | Попис 1991.‍ |
| ------------ | ------------ | ----------- | ----------- | ----------- |
|              |              |             |             |             |
| Срби         | Срби         |             | 211         | 52,88%      |
| Хрвати       | Хрвати       |             | 185         | 46,36%      |
| Македонци    | Македонци    |             | 1           | 0,25%       |
| неопредељени | неопредељени |             | 1           | 0,25%       |
| непознато    | непознато    |             | 1           | 0,25%       |
| укупно: 399  |              |             |             |             |

### Ранији пописи
| Националност       | 1981. | 1971. | 1961. |
| Срби               | 163   | 169   |       |
| Хрвати             | 173   | 220   |       |
| Југословени        | 42    | 19    |       |
| остали и непознато | 1     | 10    |       |
| Укупно             | 379   | 418   | '     |

## Презимена
- Билаћ — Римокатолици
- Бјелан — Православци
- Варница — Римокатолици
- Вукојевић — Православци
- Ковачевић — Православци
- Миодраг — Православци
- Ергић — Православци
- Ерцег — Римокатолици
- Табула — Римокатолици
- Шевердија — Римокатолици
- Шода — Римокатолици
- Шуша — Римокатолици

## Спорт

### ФК "Омладинац"
У селу је постојао фудбалски клуб "Омладинац", основан 1955. године. Играчи су носили бијеле дресове и црне шорцеве. У ФК "Омладинцу" играли су фудбалери обе народности. Највећи ривал је био ФК "Раслина". Био је то један од највећих дербија у старој општини Шибеник. У вријеме дербија долазило је много људи из околних села. Клуб није имао запаженије резултате до 1985. године, када је ФК "Омладинац" заиграо на познатом турниру ”Кутија шибица” у Загребу, под именом "МНК Гаћелези". Клуб се угасио пред рат.

## Познати Гаћележани
- Иван Ергић, фудбалер српске репрезентације
- Ивана Ергић, манекенка
- Саво Миодраг, народни пјевач